# 赵家滑遗址
赵家滑遗址，位于山西省运城市平陆县西候乡赵家滑村四周，中华人民共和国山西省文物保护单位。
1996年1月12日，授予山西省文物保护单位，是一座古遗址。